# Douglas George
Douglas George (sinh ngày 21 tháng 9 năm 1953) là một cựu cầu thủ bóng đá người Anh. Ông thi đấu ở Hà Lan cho Haarlem và Sparta Rotterdam.